# وحشت شهوانی

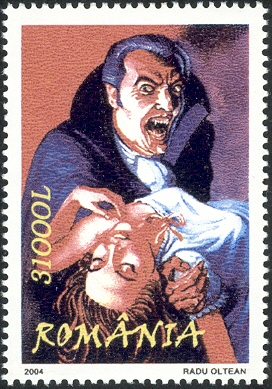
دراکولا اثر برام استوکر نمونه‌ای قدیمی از ادبیات وحشت شهوانی است.

وحشت شهوانی (انگلیسی: Erotic horror) ژانری از ادبیات داستانی است که در آن تصاویر جنسی یا شهوت‌انگیز با مضامین وحشتناک یا عناصر داستانی به هدف برانگیختگی جنسی ترکیب می‌شوند.